# Tatort: Letzter Ausflug Schauinsland
Letzter Ausflug Schauinsland ist ein Fernsehfilm aus der Krimireihe Tatort. Der vom SWR produzierte Beitrag ist die 1271. Tatort-Episode und wurde am 20. Mai 2024 im SRF, im ORF und im Ersten ausgestrahlt. Die Freiburger Ermittlerin Franziska Tobler ermittelt ihren zwölften Fall, ihr Kollege Friedemann Berg seinen elften.

## Handlung
Die Psychologin und Psychiaterin Dr. Lisa Schieblon wird an einem Dienstag auf einem Autobahnparkplatz in der Nähe des Schauinslands erwürgt im Kofferraum ihres Wagens gefunden. Laut Gerichtsmedizinerin ist sie seit mindestens 72 Stunden tot. Das Handy von Lisa Schieblon ist verschwunden. Lisa Schieblons Mann, mit dem sie in einer offenen Ehe lebte, gibt an, Lisa habe ihre letzte Nachricht am Sonntag vor dem Auffinden geschrieben. In ihrem Wagen werden die DNA-Spuren von mehreren Personen gefunden, darunter die von Hansi Pagel. Dieser wurde wegen Vergewaltigung seiner Frau verurteilt und wird seit drei Jahren in einer nahegelegenen forensischen Klinik behandelt.
Lisa Schieblon hat sich als externe Gutachterin mit Hansi Pagel befasst. Sie hat sich sehr zum Unmut der behandelnden Oberärztin Gisela Tausendleben für die Entlassung Pagels eingesetzt. Am mutmaßlichen Todestag war Pagel mit seinem Pfleger Matthias Bremer auf einer Wanderung am Schauinsland. Als die Ermittler Pagel auf die DNA-Spuren in Schieblons Auto ansprechen, verliert er die Beherrschung und wird anschließend fixiert.
Für Pagels Zimmergenossen Milan Vujicic ist Hansi Pagel eine wichtige Bezugsperson. Vujicic sieht gelegentlich einen eingebildeten Drachen; diese Sicht wird im Film als subjektive Sicht gezeigt.
Tobler und Berg suchen derweil die Familie Pagel auf. Andrea Pagel sieht ihren Ex-Mann in der forensischen Klinik gut aufgehoben. Auch der Sohn Leo ist nicht gut auf seinen Vater zu sprechen. Die Tochter Isabelle hingegen hält zu ihrem Vater; sie meint, er sei „kein Psycho“.
In der Klinik wird Hansi Pagel entfixiert. Tausendleben findet den Klinikleiter Dr. Günnewig bewusstlos auf einer Liege in seinem Büro. Er hat sich ein Medikament gespritzt. Hansi Pagel überredet Milan Vujicic, ihm sein Beruhigungsmittel zu geben. Später bricht Pagel beim Nähen zusammen. Er wird bewusstlos ins Krankenhaus gebracht und muss beatmet werden. Die behandelnde Ärztin vermutet als Ursache des Zusammenbruchs die Wechselwirkung zweier Medikamente.
Nach einer Durchsuchung von Pagels Sachen berichtet der Pfleger Matthias Bremer den Ermittlern, dass er es Pagel auf dem Ausflug zum Schauinsland erlaubt habe, mit Lisa Schieblon in die Stadt zu fahren. Sie habe Pagel dann zurückgebracht, allerdings habe Bremer Schieblon dabei nicht gesehen.
Als die Ermittler Tausendleben darauf ansprechen, stellt sie sich vor den Pfleger und betont, wie wichtig er als Bezugsperson für seine Patienten sei.
Gegenüber Dr. Günnewig äußert Vujicic, er habe Dr. Schieblon den Tod gewünscht, weil er nicht von Pagel getrennt werden wollte. Darauf bricht Günnewig mit einem epileptischen Anfall zusammen. Tausendleben fordert ihn auf, seine Medikamentenabhängigkeit in den Griff zu bekommen, da sie ihn irgendwann nicht mehr länger decken könne.
Tobler und Berg beschäftigen sich derweil mit dem Zusammenbruch von Hansi Pagel. Sie fragen sich, ob hier ein Mordversuch vorliegt. Auf der Suche nach dem Medikament, das die Wechselwirkung verursacht hat, durchsuchen sie die Klinik. Dabei finden sie im Schrank Dr. Günnewigs Lisa Schieblons Handy.
Wenig später wird Dr. Günnewig in seinem Auto tot aufgefunden. Bei ihm wird ein Abschiedsbrief gefunden. Franziska Tobler findet heraus, dass Lisa Schieblon Recherchen zu Gisela Tausendleben vorgenommen hat. Tausendleben besitzt keine Approbation als Ärztin. Von Tobler und Berg mit den Beweisen ihres Betrugs konfrontiert, gesteht Tausendleben auch, in Schieblons Auto gesessen zu haben. Dr. Günnewig habe sie um Hilfe gebeten, nachdem er Lisa Schieblon getötet habe. Während Tausendleben dies berichtet, wird der effektive Tathergang gezeigt, nämlich wie Tausendleben Lisa Schieblon in ihrem Auto betäubt und erdrosselt. Tausendleben gibt an, den Wagen mit der Leiche gemeinsam mit Günnewig in ihre Garage gebracht zu haben. Nachdem ihr später der Pfleger Matthias vom unerlaubten Ausflug Hansi Pagels mit Lisa Schieblons berichtet habe, hätten Dr. Günnewig und sie beschlossen, die Leiche zum Parkplatz am Schauinsland zu bringen, um den Mord Hansi Pagel in die Schuhe zu schieben.
Tobler und Berg halten Tausendlebens Geständnis für falsch und sehen ein Mord-Motiv bei ihr. Der Oberstaatsanwalt möchte aber keine weiteren Ermittlungen durchführen.
Hansi Pagel wird entlassen und kehrt in seine Familie zurück. Beim gemeinsamen Essen schiebt sich der eingebildete Drache durch die Haustür. Gisela Tausendleben steigt auf einem Rastplatz in einen LKW mit französischer Aufschrift, der sie mitnimmt.

## Hintergrund
Der Film wurde vom 21. Juni 2022 bis zum 4. August 2022 in Calw, Oberried, Baden-Baden und Karlsruhe gedreht.

## Rezeption

### Kritiken
„Die Episode „Letzter Ausflug Schauinsland“ […] ist in gewisser Weise liebenswert lakonisch. Allerdings kommt auch die Krimihandlung selber mit einer sagenhaften Gelassenheit daher, spannungsmäßig eher so wie die Jahreszeiten, man geht da halt durch, eins folgt aufs andere, die Verdächtigen ändern sich, und dann ist der Fall doch irgendwann plötzlich gelöst.“

„Wer Milos Formans „Einer flog über das Kuckucksnest“ (1975) noch kennt, ist bei diesem „Tatort“ klar im Vorteil. „Letzter Ausflug Schauinsland“ ist aber auch ansonsten klar ungemütlich, besonders zum Schluss.“

### Einschaltquoten
Die Erstausstrahlung von Letzter Ausflug Schauinsland am 20. Mai 2024 wurde in Deutschland von 5,96 Millionen Zuschauern gesehen und erreichte einen Marktanteil von 22,8 % für Das Erste.